# Veronika Schmidt
Pour les articles homonymes, voir Schmidt.

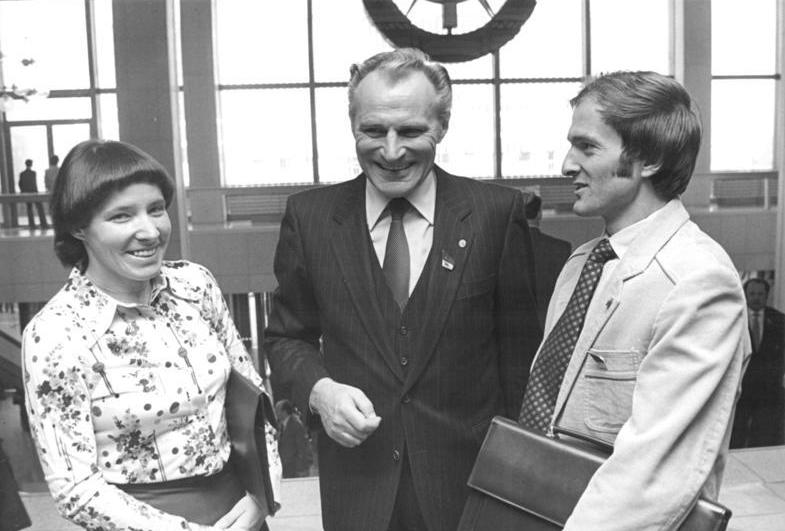
Veronika Hesse, Rudi Hellmann et Waldemar Cierpinski, en 1981.

Veronika Schmidt (née Hesse le 24 août 1952 à Harzgerode) est une ancienne fondeuse allemande.

## Palmarès

### Jeux olympiques
- Jeux olympiques d'hiver de 1976 à Innsbruck  Autriche:
  -  Médaille de bronze en relais 4 × 5 km
- Jeux olympiques d'hiver de 1980 à Lake Placid  États-Unis:
  -  Médaille d'or en relais 4 × 5 km

### Championnats du monde
- Championnats du monde de 1974 à Falun  Suède:
  -  Médaille d'argent en relais 4 × 5 km
- Championnats du monde de 1980 à Falun  Suède:
  -  Médaille d'or sur 20 km
- Championnats du monde de 1982 à Oslo  Norvège:
  -  Médaille de bronze en relais 4 × 5 km